# Kanton Saint-Étienne-en-Dévoluy
Saint-Étienne-en-Dévoluy is een voormalig kanton van het Franse departement Hautes-Alpes. Het kanton maakte deel uit van het arrondissement Gap.

## Gemeenten
Het kanton Saint-Étienne-en-Dévoluy omvatte tot eind 2012 de volgende gemeenten:
- Agnières-en-Dévoluy
- La Cluse
- Saint-Disdier
- Saint-Étienne-en-Dévoluy (hoofdplaats)

Op 1 januari 2013 fuseerden deze vier gemeenten en werd de nieuwe gemeente Le Dévoluy, de enige gemeente in het kanton, gevormd.
Vanaf 2015 is het kanton opgeheven en maakt de gemeente Le Dévoluy deel uit van het Kanton Veynes.